# Aphra trivittata
Aphra trivittata är en fjärilsart som beskrevs av Walker 1854. Aphra trivittata ingår i släktet Aphra och familjen björnspinnare. Inga underarter finns listade i Catalogue of Life.